# SN 1999bp
SN 1999bp – supernowa typu Ia odkryta 20 marca 1999 roku w galaktyce A113946-0851. W momencie odkrycia miała maksymalną jasność 18,80m.